# Printemps dans une petite ville (film, 1948)
Cet article concerne le film de Fei Mu. Pour le film de Tian Zhuangzhuang, voir Printemps dans une petite ville.
Pour plus de détails, voir Fiche technique et Distribution.
Printemps dans une petite ville (chinois simplifié : 小城之春 ; pinyin : Xiǎochéng zhī chūn) est un film chinois réalisé par Fei Mu en 1948.
Le film a été produit par le Wenhua Film Company. Il est aujourd'hui considéré comme l'un des meilleurs films chinois jamais réalisés,.

## Synopsis
Dans une maison en ruine, Dai Liyan, mari mélancolique et triste, et Yuwen, son épouse taciturne, tentent de reconstruire leur vie. Leurs sentiments sont mis à l'épreuve avec l'arrivée d'un ami, Zhichen, ancien amour de Yuwen. À leurs côtés, la sœur de Liyan apporte sa fraîcheur de jeune fille tandis que leur serviteur, Dai Xiu se dévoue pour maintenir des conditions de vie conformes au rang de cette petite communauté.

## Fiche technique
- Titre original : 小城之春
- Titre français : Printemps dans une petite ville
- Réalisation : Fei Mu
- Scénario : Li Tianji
- Musique : Yijun Huang
- Photographie : Shengwei Li
- Montage : Chunbao Wei, Ming Xu
- Producteur : Xingzai Wu
- Pays de production : Chine continentale
- Langue originale : Mandarin
- Format : noir et blanc - 35 mm - 1,37:1 - mono
- Type : drame, romance
- Durée : 93 ou 98 minutes
- Date de sortie : septembre 1948 (Chine continentale)

## Distribution
- Wei Wei (韦伟) : Zhou Yuwen (周玉 纹), l'héroïne
- Shi Yu (石 羽) : Dai Liyan (戴 礼 言), son mari
- Li Wei : Zhang Zhichen (章 志 忱), l'ami d'enfance de Dai Liyan et l'ancien amant de Yuwen
- Cui Chaoming : Lao Huang (老黄) : le loyal serviteur de Dai et de Yuwen
- Zhang Hongmei : Dai Xiu (戴 秀) : la jeune sœur de Dai Liyan